# Unione Slava
L'Unione Slava (in russo Славянский союз; СС? ; Slavjanskij sojuz, SS,) è un movimento neo-nazista russo che è stato bandito nel 2010.

## Storia
L'Unione slava è stata fondata nel settembre 1999. Il fondatore dell'organizzazione è Dmitrij Demuškin.
Il sito web del gruppo, in russo, collega a un vasto materiale sulla negazione dell'Olocausto e alle opere di Adolf Hitler. Il suo logo è una svastica stilizzata e le iniziali del gruppo, "SS" in russo, sono le stesse usate dallo Schutzstaffel nazista durante la seconda guerra mondiale.

## Divieto del 2010
L'Unione slava è stata bandita dal tribunale della città di Mosca il 27 aprile 2010 a seguito delle accuse dei pubblici ministeri secondo cui il gruppo promuoveva un'ideologia suprematista simile a quella della Germania nazista. Rispondendo al divieto del 27 aprile, Demuškin ha osservato che l'Unione slava era stata "bandita in tutta la Russia" e ha indicato che sarebbe stato imminente un appello all'autorità legale superiore. Da allora, il gruppo è rimasto attivo nel sottosuolo.
Nel settembre 2010 sono emerse informazioni secondo cui l'organizzazione avrebbe aperto uffici in Norvegia. Questo è stato riferito quando Vjačeslav Dacik si è presentato alle autorità norvegesi chiedendo asilo politico. Dacik era scappato poco prima da un istituto psichiatrico vicino a San Pietroburgo e si credeva che avesse raggiunto la Norvegia a bordo di una nave trafficante di armi. Insieme ad altre due persone è stato arrestato dalla polizia norvegese perché sospettato di avere possibili legami con la criminalità organizzata.